# Angel Floro Martínez
Angel Floro Martínez (ur. 24 lutego 1940 w Aýna, zm. 14 marca 2023 w Gweru) – hiszpański duchowny rzymskokatolicki posługujący w Zimbabwe, w latach 2000-2017 biskup Gokwe.

## Życiorys
Święcenia kapłańskie przyjął 28 czerwca 1965. 15 października 1999 został mianowany biskupem Gokwe. Sakrę biskupią otrzymał 19 lutego 2000. 28 stycznia 2017 przeszedł na emeryturę.